# De Valls Bluff
De Valls Bluff é uma cidade  localizada no estado americano de Arkansas, no Condado de Prairie.

## Demografia
Segundo o censo americano de 2000, a sua população era de 783 habitantes.
Em 2006, foi estimada uma população de 727, um decréscimo de 56 (-7.2%).

## Geografia
De acordo com o United States Census Bureau, a localidade tem uma área de 2,9 km², dos quais 2,7 km² cobertos por terra e 0,2 km² cobertos por água. De Valls Bluff localiza-se a aproximadamente 58 m acima do nível do mar.

## Localidades na vizinhança
O diagrama seguinte representa as localidades num raio de 24 km ao redor de De Valls Bluff.